# Sidi Moussa Ben Ali
Sidi Moussa Ben Ali  (in arabo سيدي موسى بن علي‎?) è un centro abitato e comune rurale del Marocco situato nella prefettura di Mohammedia, regione di Casablanca-Settat. Conta una popolazione di 11 445 abitanti (censimento 2014).